# Carlo Grassi
Carlo Grassi (Bologna, 1519 – Roma, 15 marzo 1571) è stato un cardinale e vescovo cattolico italiano.

## Biografia
Nacque nel 1519.

Stemma della famiglia Grassi

Papa Pio V lo elevò al rango di cardinale nel concistoro del 17 maggio 1570. Successivamente, il Papa lo incaricò di organizzare una intensa attività diplomatica al fine di unire le potenze cattoliche in una lega antiturca. Allo scopo, si incontrò con i cardinali Michele Bonelli, Giovanni Gerolamo Morone, Pierdonato Cesi e Giovanni Aldobrandini in una serie di conferenze con gli ambasciatori spagnolo e veneto.
Morì improvvisamente a Roma il 15 marzo 1571, dove fu sepolto nella Chiesa della Trinità dei Monti.